# Hertog Lieverlui dan Moe
Hertog Lieverlui dan Moe  is een Nederlandse stripreeks van Carol Voges. De verhalen zijn in 1948 en 1949 gepubliceerd in het dagblad De Tijd. De verhalen zijn herdrukt in het Zeeuwsch Dagblad, maar ze zijn nooit in boekvorm uitgegeven.

## Verhalen
1. Hertog Lieverlui dan Moe (aankondiging en 107 afleveringen). 28 februari - 31 juli 1948.
2. Liever en de twee reuzen (aankondiging en 58 afleveringen). 31 juli - 20 oktober 1948.
3. Avontuur bij Sultan Hasbasji (aankondiging en 59 afleveringen). 21 oktober - 31 december 1948.
4. Tocht naar de Noordpool (49 afleveringen). 3 januari - 28 februari 1949.